# ジェイムズ・T・パターソン
ジェイムズ・トマス・パターソン（James Thomas Patterson、1908年10月20日 - 1989年2月7日）は、コネティカット州選出のアメリカ合衆国下院議員。
パターソンはコネティカット州ノーガタックにて出生し、公立学校に通った。1929年にニューヨーク州ピークスキルの陸軍士官学校を、また1933年にワシントンD.C.のジョージタウン大学を卒業。1934年にフロリダ州コーラルゲーブルスのマイアミ大学から学士を、また1939年にワシントンD.C.のナショナル大学法科大学院（現ジョージ・ワシントン大学）から博士号を取得。学校に通いながら、コネティカット州道路部（1924年 - 1933年）、U.S.ラバー社（1934年）、労働省（1934年 - 1937年）、社会保障理事会（1937年 - 1938年）、財務省（1938年 - 1940年）で勤務した。アメリカ海兵隊に、また1941年9月から戦略諜報局に奉職し、アフリカ及びヨーロッパの戦場や、インド、ビルマ、中国など海外での軍務に従事。1946年7月に退役。最終階級は少佐。
第80議会の総選挙に共和党から立候補し当選。6期連続で在職（1947年1月3日 - 1959年1月3日）。再選を期して1958年に第86議会、1960年に第87議会、1970年に第92議会の総選挙に立候補するが、落選。コネティカット州ベスレヘムに居住し、1989年2月7日にニュージャージー州カムデンにて死去。